# Romeins Archeologisch Museum

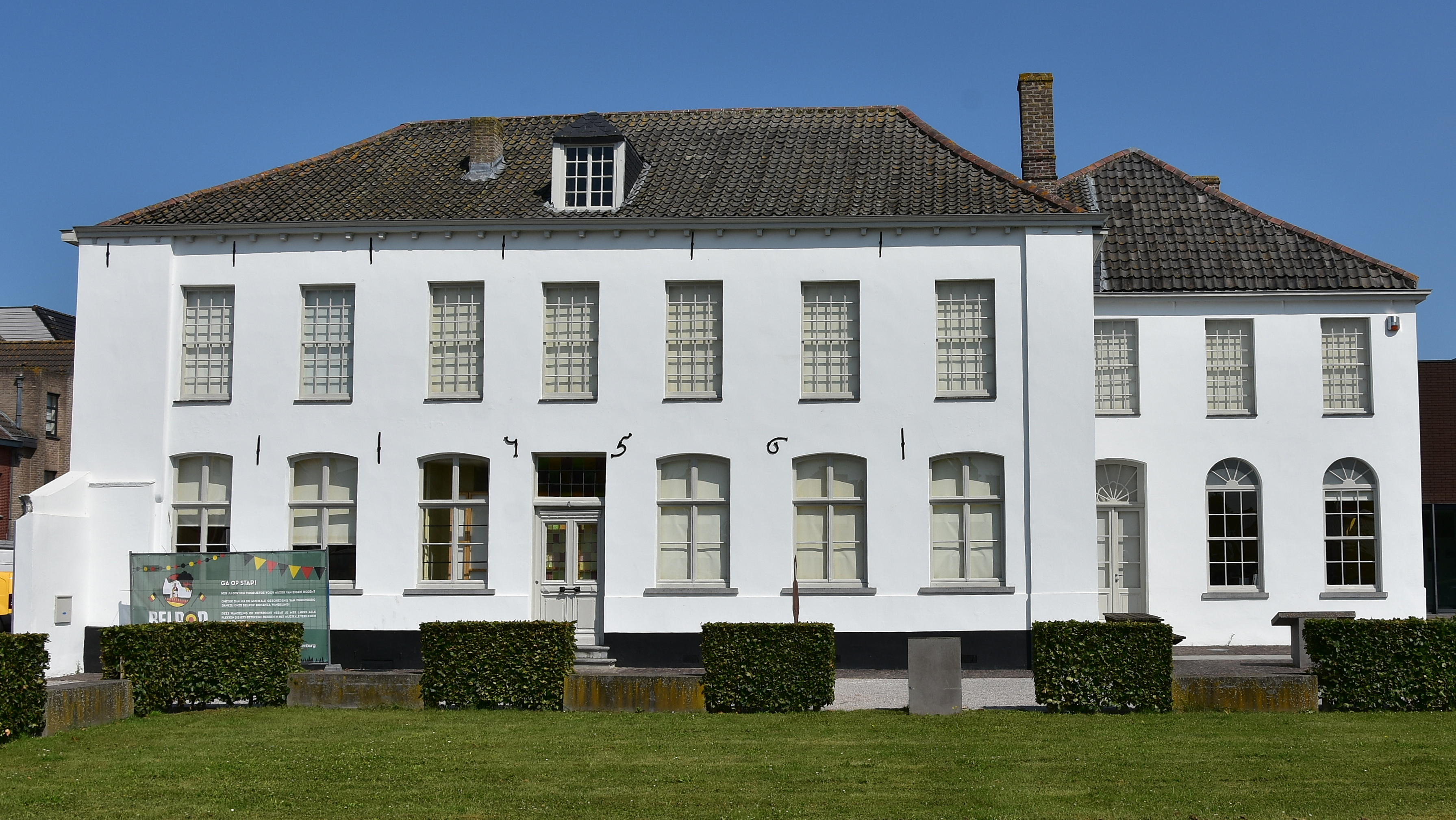
Romeins Archeologisch Museum

Het Romeins Archeologisch Museum (ook gekend als RAM) is een museum in de Belgische stad Oudenburg. Het museum belicht het verleden en de archeologische vondsten van deze regio.

## Beschrijving
Het museum opende zijn deuren in 2009, in het gerestaureerde abtsgebouw van de voormalige Sint-Pietersabdij. Het bezoekerscentrum bevindt zich op het gelijkvloers en fungeert ook als toeristische infobalie voor de streek. De eerste archeologische opgravingen dateren van vijftig jaar voor de opening van het museum. In 2024 ging het vernieuwde museum open na twee jaar verbouwingen. 

## Geschiedenis
De streek van Oudenburg werd voor de komst van de Romeinen bevolkt door de Menapiërs. Tijdens het bewind van keizer Augustus (27 v.Chr.-14 n.Chr.) verdeelde men Gallië in provincies die op hun beurt werden verdeeld in civitas. De Menapiërs en hun stamgebied behoorden vanaf toen tot de civitas Menapiorum met als hoofdstad Castellum Menapiorum of Kassel. Rond 200 n.Chr. bouwden Romeinen een houten kamp in Oudenburg. Mogelijk had dit te maken met de invallen van Germanen in deze regio op het einde van de 2e eeuw.
Een eerste stenen fort verrees in Oudenburg, vermoedelijk onder het bestuur van Postumus, toen het Gallische rijk zich in 260 n.Chr. afscheurde van Rome. Een vernieuwd legerkamp in Oudenburg maakte deel uit van de Litus Saxonicum, een verdedigingssysteem langs de kusten van de Noordzee.

## Collectie
Vondsten via de archeologische opgravingen van de castella en van de grafvelden net buiten de stad zijn hier tentoongesteld. Onder meer munten, fibula's, gordelgespen, wapens en uitrusting, glas en aardewerk zijn er te zien. Prominent aanwezig is de collectie drieknoppenmantelspelden uit de militaire begraafplaats en het skelet van een Romeinse soldaat die samen met zijn hond werd begraven.
Video’s en diorama's vullen de tentoonstelling aan.
In 1870 werd in Roksem een Romeinse muntschat gevonden, die verband hield met de invallen van Germaanse stammen tussen 250 en 275.

## Galerij

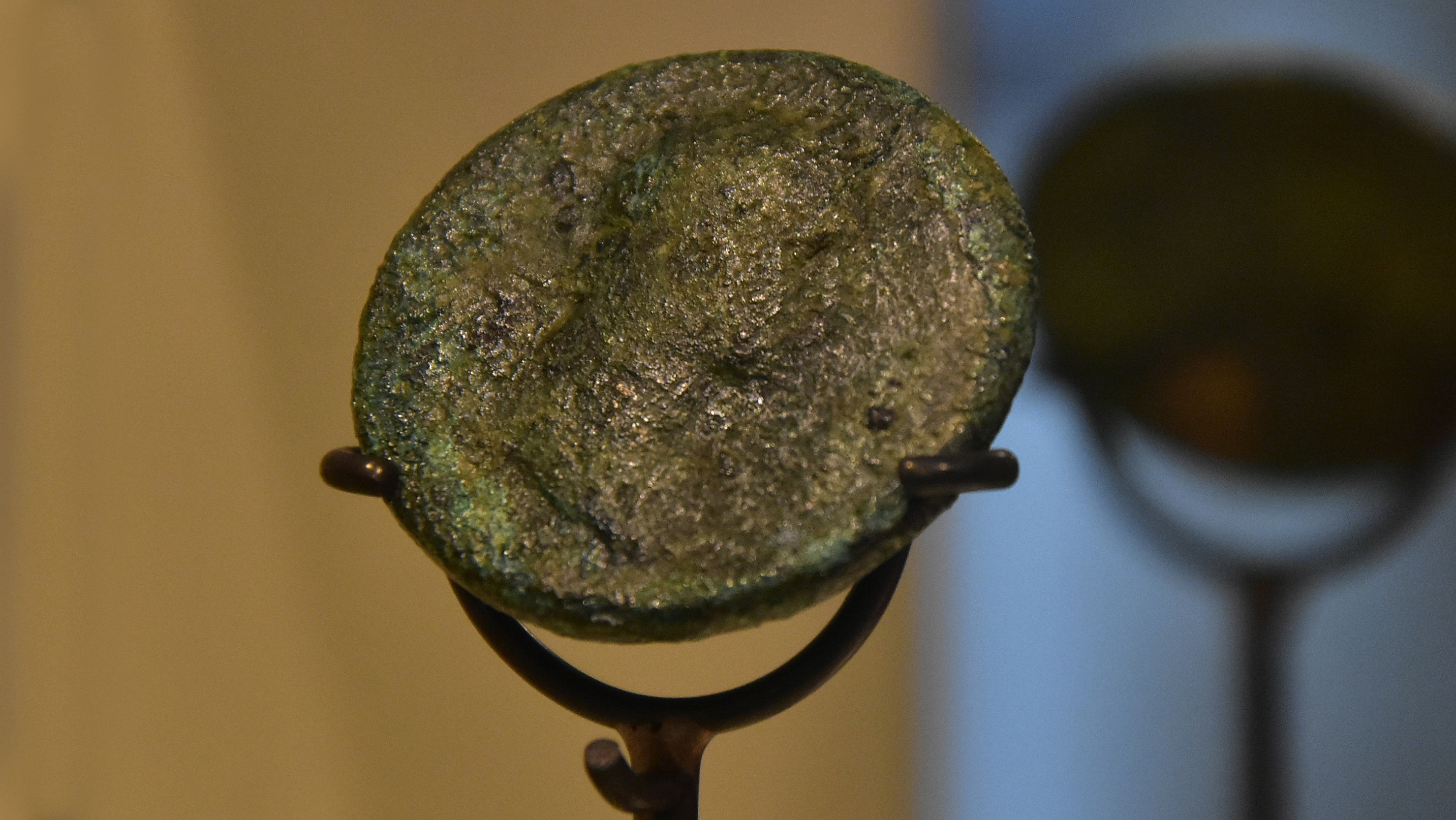
Munt van keizer Augustus
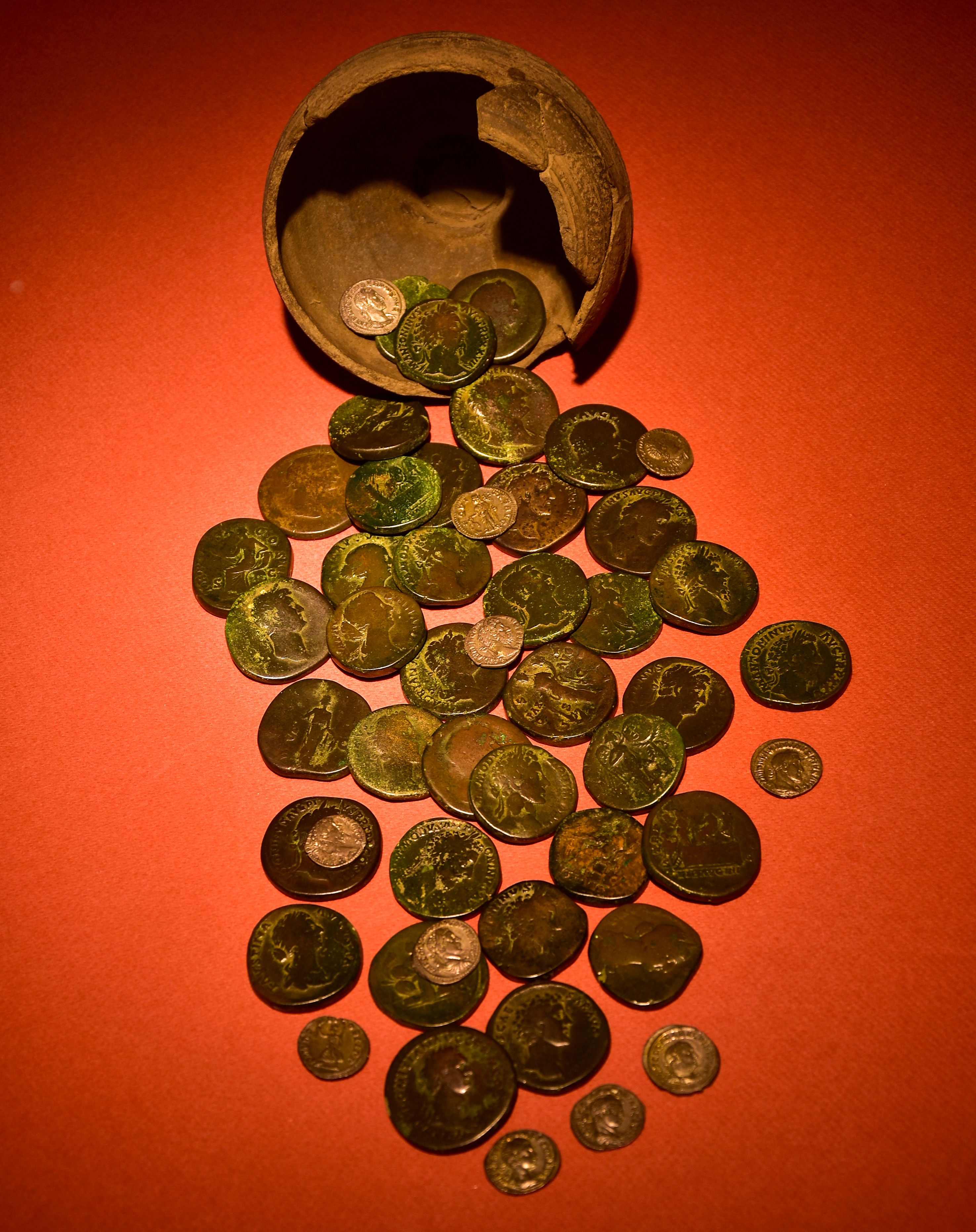
Muntschat van Roksem
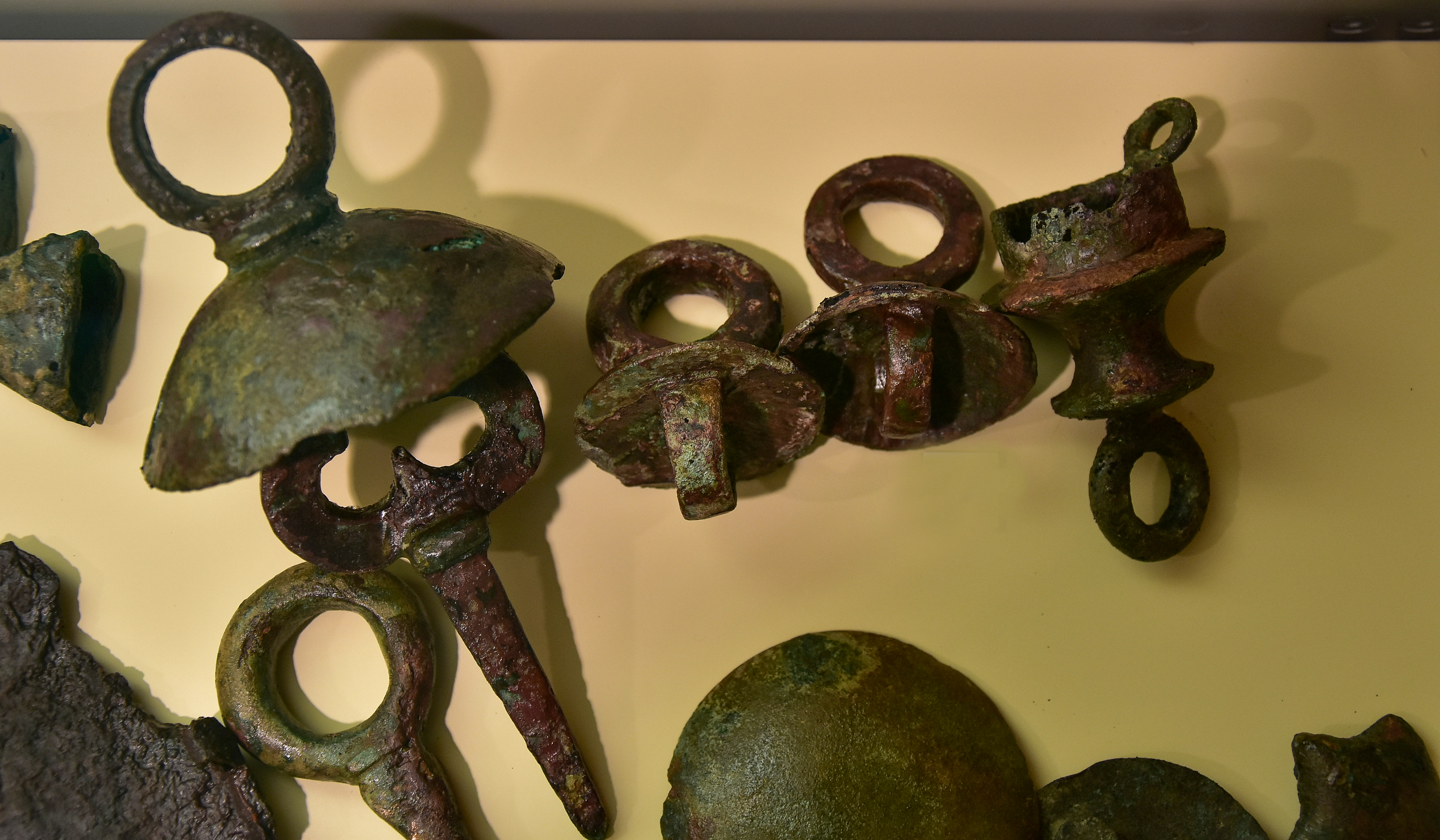
Paardenuitrusting met bronzen teugelbegeleiders (3e of 4e eeuw)
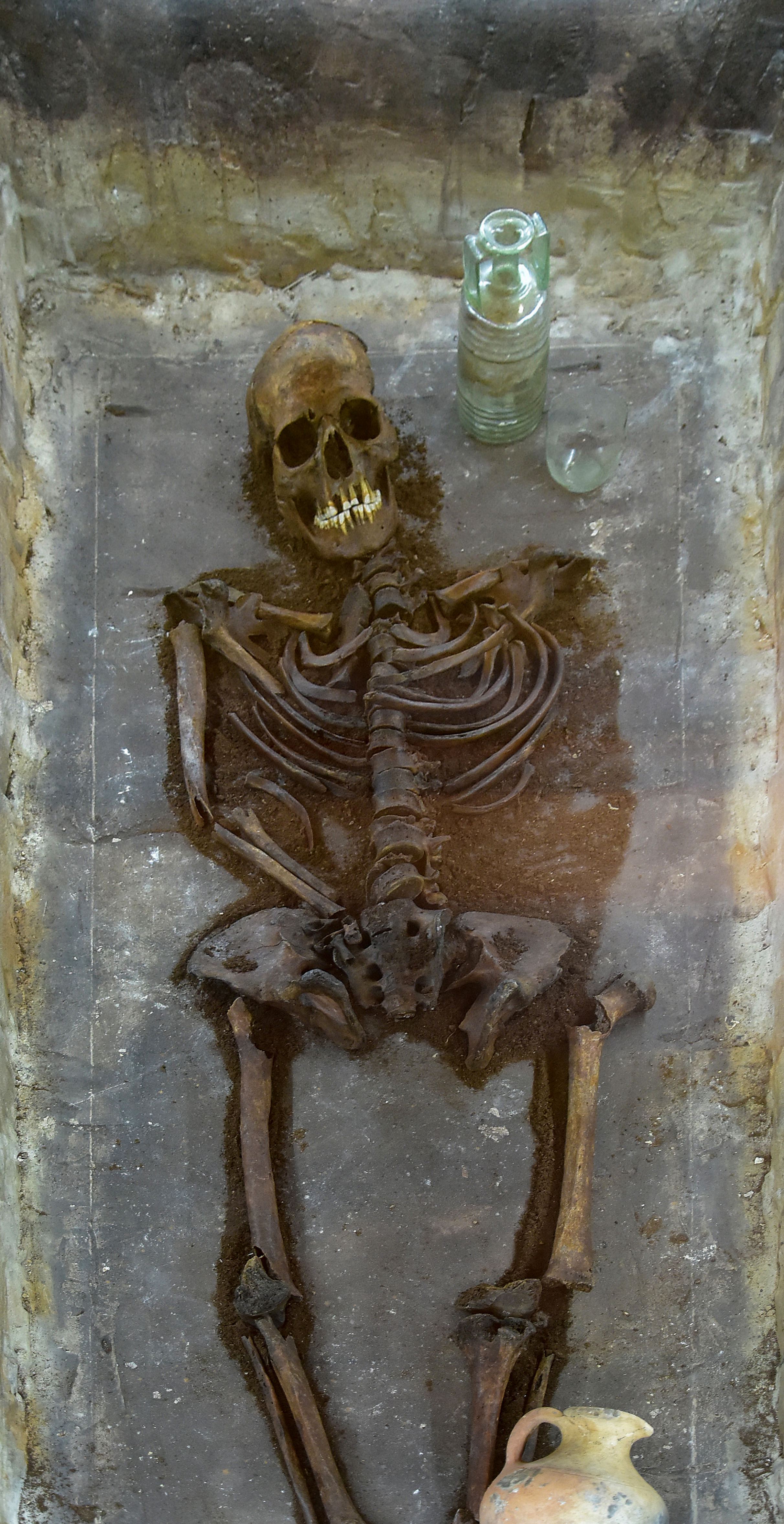
Graf met grafgift uit laat-Romeinse tijd (circa 350n.Chr.)
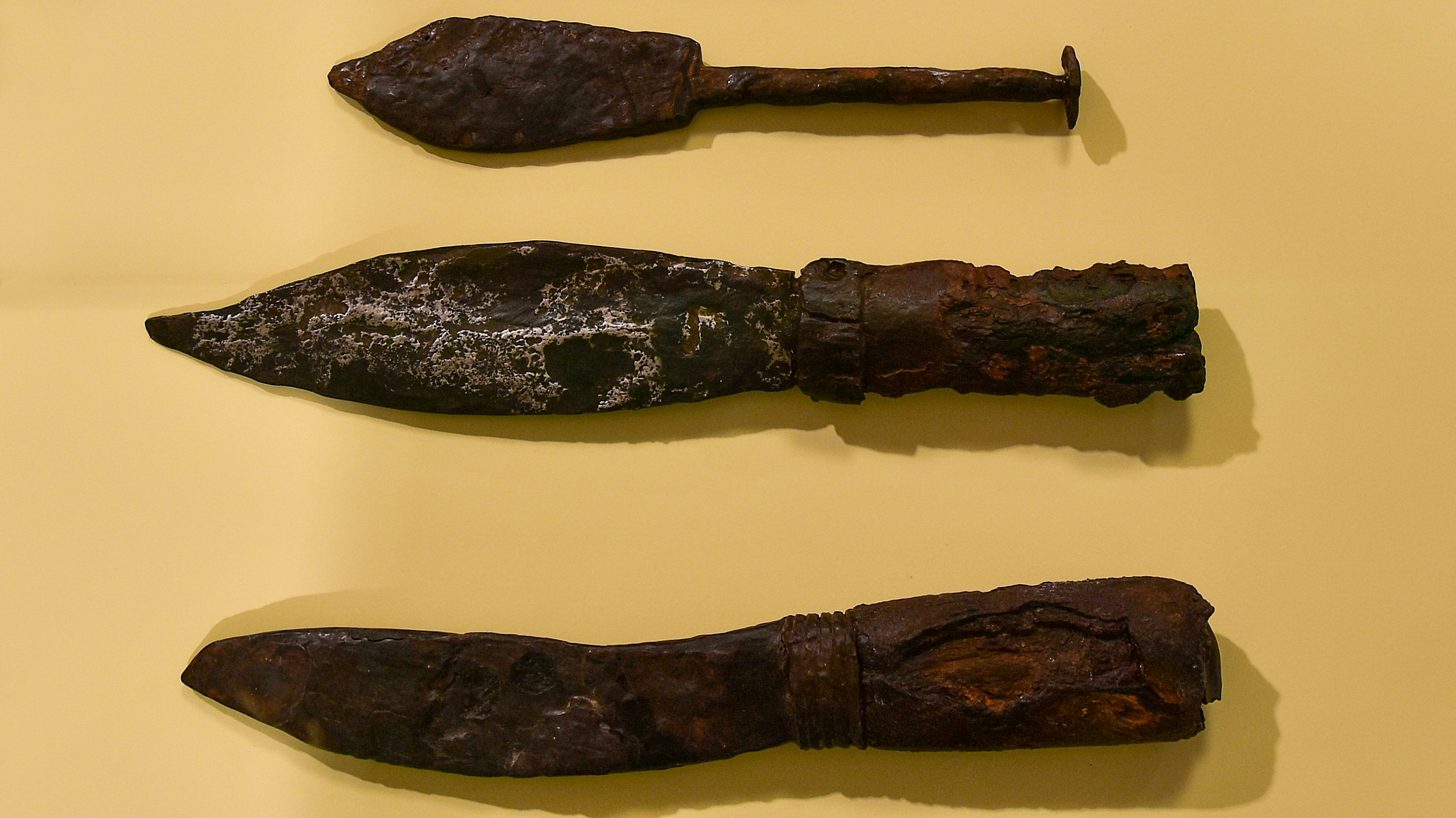
IJzeren messen - grafgift op militair grafveld te Hoogwegel, Oudenburg
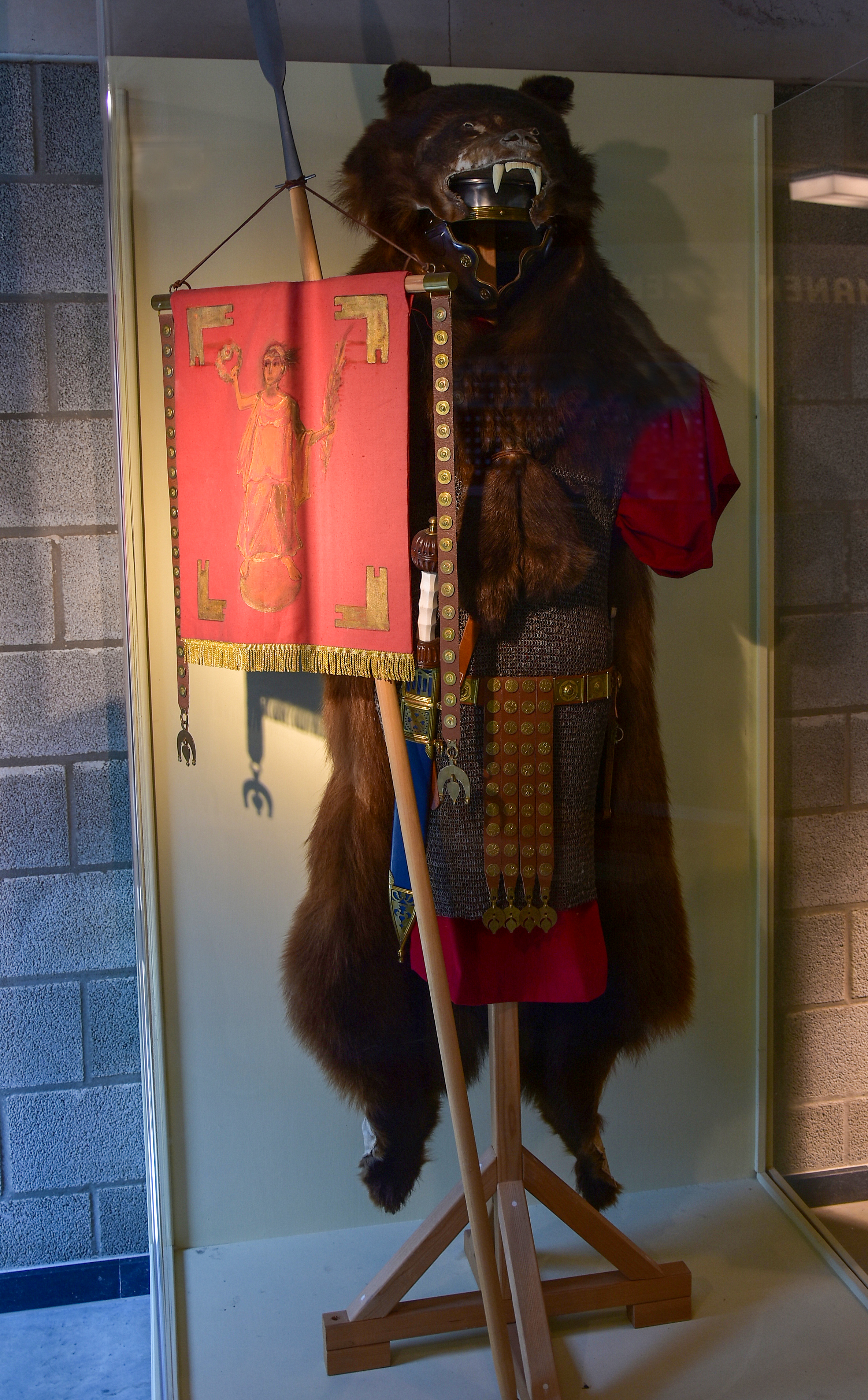
Romeins militair